# 洛森施泰因
洛森施泰因是奥地利上奥地利州施泰尔兰县的一个市镇。总面积19平方公里，总人口1697人，人口密度89.3人/平方公里（2005年）。